# فلوریانوس
مارکوس آنیوس فلوریانوس (به لاتین: Marcus Annius Florianus) مشهور به فلوریانوس یا فلوریان (۱۹ اوت ۲۳۲–۹ سپتامبر ۲۷۶) امپراتور روم به مدت ۳ ماه در ۲۷۶ پس از میلاد بود.

## زندگی‌نامه
فلوریانوس برادر ناتنی امپراتور تاسیتوس از پدری دیگر بود و پس از مرگ برادرش در ژوئن ۲۷۶ قدرت را به عنوان امپراتور جدید در دست گرفت. اما علی‌رغم آنکه سنای روم و لشکریان مناطق غربی او را به رسمیت شناختند، لژیون‌های حاضر در سوریه با او مخالف بودند و فرماندهٔ خود پروبوس را به امپراتوری برگزیدند. این اختلاف بر سر قدرت منجر به بروز جنگی داخلی گردید که مرگ ناگهانی فلوریان را پس از تنها چند ماه حکومت در سپتامبر ۲۷۶ به دنبال داشت. مشخص نیست که آیا او به‌دستِ سربازانش کشته شده یا خودکشی کرده‌است.